# 253-й окремий штурмовий батальйон УДА «Арей»
253-й окремий штурмовий батальйон «АРЕЙ» – військовий підрозділ, який було сформовано 12 серпня 2022 року .

## Командування
Основою підрозділу на момент створення стали два угрупування:
- бійці української добровольчої армії, які з початку повномасштабного вторгнення російської федерації, створивши тактичну групу «АРЕЙ», захищали Батьківщину на Миколаївському та Херсонському напрямках. Очолив її Олександр Михайлович Грищук (позивний «Македонець»), він же став і командиром батальйону;
- група «Херсонський напрямок», бійці якої об’єдналися в добровольче формування на житломасиві Інгулець , з перших днів війни займалася створенням фортифікацій на межі Херсонської, Дніпропетровської областей та півдня Кривого Рогу, відновленням інфраструктури, гуманітарними завданнями у взаємодії з ЗСУ, а також евакуацією цивільного населення з непідконтрольних територій Херсонської області до міста Кривий Ріг. Під керівництвом старшого групи Сергія Васильовича Жеребило з окупації було врятовано близько 1600 людей. Саме з цих часів він і отримав позивний «Херсон», а згодом був призначений заступником командира батальйону.
Пізніше стало зрозуміло, що доля недаремно звела цих двох справжніх патріотів. За час війни вони довели: «АРЕЙ» – це їхнє життя, а національні інтереси держави – понад усе.

## Історія
В період формування та бойового злагодження рекрутів кістяк батальйону «АРЕЙ» продовжував виконувати бойові завдання зі звільнення українських територій. Зокрема, за участі батальйону та суміжних підрозділів ЗСУ окупанта було вигнано з населених пунктів Архангельське, Старосілля, Іванівка, Новодмитрівка, Велика Олександрівка, Давидів Брід, Іщенка, Максима Горького, Березненська Херсонської області. Саме це створило передумови для подальшого ефективного просування підрозділів Збройних Сил України та визволення всієї правобережної Херсонщини.
Наступним етапом стала оборона Нікопольщини , де підрозділ виконував бойове завдання в складі Криворізької бригади з оборони берегової зони річки Дніпра. У цей короткий період (листопад-грудень 2022-го року) командування батальйону приділило особливу увагу бойовій підготовці особового складу, зокрема вдосконалювалися навички зведення інженерних та фортифікаційних споруд, володіння всіма наявними видами озброєння, тактичної підготовки, фізичної витримки та надання першої медичної допомоги, що в подальшому знадобилося бійцям при безпосередньому контакті з противником.
З перших днів 2023-го року батальйон «АРЕЙ» отримав бойове завдання з оборони рубежів Запорізької області (Гуляйпільський та Оріхівський напрямки). Після проведення штурмових дій було повернено раніше втрачені позиції та проведено закріплення на них. В подальшому, протягом декількох місяців батальйон мужньо тримав оборону та відбивав атаки ворога, завдаючи противнику значних втрат в живій силі та техніці.
В березні 2023 року батальйон було передислоковано на Донецький напрямок разом із іншими підрозділами Збройних Сил України.
В червні 2023-го року з початком активної фази контрнаступу ЗСУ батальйон отримав бойове завдання на штурмові дії. Особовим складом підрозділу при підтримці артилерії ЗСУ 11-го червня 2023-го року було визволено населений пункт Нескучне Донецької області . Село стало форпостом російських окупаційних сил. Воно мало складну географію: висота – з однієї сторони, річка Мокрі Яли – з іншої. На висоті під річкою стояла школа, в якій було укріплено пункт. Сміливі рішення командування, планування та чітке виконання зведеними штурмовими групами поставлених завдань, дозволило вибити ворога в найкоротші терміни (за п’ять днів) та завдати йому значних втрат. При цьому, штурмова операція була проведена без застосування важкої бронетехніки.
Напочатку липня особовий склад батальйону здійснював заходи з визволення та утримання оборонних позицій в населених пунктах Нескучне, Сторожове, Макарівка Донецької області .
В кінці червня разом із підрозділом морської піхоти виконували штурмові дії. Внаслідок  добре спланованої операції, населений пункт Старомайорськ було звільнено . Цей населений пункт є стратегічно важливим для подальшого успішного звільнення нашої рідної землі від окупанта.
З серпня і до кінці жовтня 2023-го року бійці батальйону «АРЕЙ» продовжили виконувати завдання на Донецькому напрямку, стримуючи противника та розширюючи плацдарм для подальших дій зі звільнення територій України.

## Структура
- Командування[13]
- 1-ша стрілецька рота[14]
- Штурмова рота[15]
- 1-ша спеціалізована рота
- 2-га спеціалізована рота[16]
- рота вогневої підтримки[17]
- група ударних БПЛА «DRONGO»[18]
- 2-га мінометна батарея[17]
- саперний взвод[19]
- медичний підрозділ[20]

## Втрати

### 2022
- Ходаковський Євген Анатолійович (15 жовтня, Херсонська область)[21]
- Коношенко Денис Олександрович (15 жовтня, Херсонська область)[21]

### 2023
- Сайко Максим Миколайович (27 січня)[22]
- Ратушний Олександр Вікторович (25 березня)[23]
- Падалка Олександр Миколайович (25 березня)[24]
- Бруснік Володимир Федорович (8 червня)[25]
- Зюган Іван Васильович (8 липня)[26]
- Мойса Сергій Віталійович (8 липня)[27]
- Байсалов Ігор Олегович (8 липня)[28]
- Петров Руслан Ігорович (8 липня)[27]
- Колесник Дмитро Олексійович (8 липня)[29]
- Полусмяк Роман Дмитрович (8 липня, с. Макарівка, Донецька область)[30]
- Кузьмов Олександр Олександрович (9 липня)[31]
- Скрипник Олександр Семенович (9 липня)[31]
- Бевз Володимир Васильович (9 липня)[31]
- Базалюк Микола Олексійович (17 липня)[32]
- Кірсанов Євгеній Олександрович (20 липня)[33]
- Павлюк Денис (20 липня, с. Старомайорське, Донецька область).[34]
- Ямчинський Олександр Олександрович (20 липня)[35]
- Драган Олександр Михайлович (21 липня)[36]
- Горін Сергій Валентинович (20 серпня)[37]
- Дяченко Максим (18 вересня)[38]
- Пожаребко Владислав Едуардович (6 жовтня, с. Старомайорське, Донецька область)[14]

### 2024
- Фоменко Максим Володимирович (2 вересня, м. Суми).[39]
- Боцманенко Іван (29 жовтня, с. Плєхово, Курська область)[17]
- Костянтин Карапузов, 07.08.1982, м. Запоріжжя. Загинув 29 жовтня  під час контактного стрілецького бою в с. Плехово, Курської області[40].

### 2025
- Романчук Іван, 40 років, водій інженерно-саперного взводу. Загинув 21 березня 2025 року під час заїзду евакуаційної групи в район виконання бойового завдання неподалік села Садки Сумської області авто наїхало на міну, від чого військовий дістав смертельні поранення[41].
- Таран Артур Петрович   Дата народження: 19.08.1993    Місце народження: с. Обухівка, Дніпровський район    Дата загибелі: 07.02.2025    Місце загибелі: с. Гончарівка, Курська область, РФ    Обставини загибелі: Загинув під час виконання бойового завдання внаслідок ураження FPV-дроном.35

## Оснащення
- Піхотна зброя:[42] АК-74, М4, РПГ-7, NLAW і Стугна-П
- Міномети:[43] 60 мм, 82 мм

### Відео
- Батальйон .РЕЙ»: Криворізька ТРО штурмує Донеччину // 24 липня 2023
- Нескучне. Контрнаступ. УДА «Арей» // 27 липня 2023
- «АРЕЙ» — на кордоні // 24 квітня 2024